# Glory (postać)
Glory, właściwie Glorificus, nazywana także: The Beast, The Abomination, That Which Cannot Be Named – fikcyjna postać z serialu Buffy: Postrach wampirów. Występuje w większości odcinków piątej serii. Jej alter ego to Ben.

## Glory
Glory jest bogiem, wygnanym z piekielnych wymiarów, po tym jak próbowała przejąć w nich władzę. Dzieli ciało z Benem, młodym lekarzem ze szpitala w Sunnydale. Ich transformacja jest nie do zauważenia przez zwykłych ludzi, ale widzi ją np. Spike. Z powodu „magicznej” amnezji, pozostali członkowie Scooby Gangu od razu o tym zapominają. Glory by utrzymać się w swojej własnej postaci musi wysysać energię z ludzi. Jej ofiary wariują, przez co w sezonie piątym szpitale w Sunnydale przeżywają najazd szaleńców. Osoby te też są podatne na rozkazy Glory, i są poniekąd jej sługami. W jednym z odcinków w mieście pojawia się demon zabijający takich ludzi, prawdopodobnie w celu ograniczenia ich ilości. Jedną z osób w ten sposób potraktowanych przez Glory jest Tara Maclay. Inne zdolności Glory to umiejętność rozumienia języków ludzi i demonów, nadludzka siła, szybkość i odporność na rany jak i nawet potężną magię. Jedyną osobą jakiej udało się zranić Glory to Willow Rosenberg. Buffy by z nią walczyć musiała użyć młota Olafa Trolla, inna rzecz która ją osłabia to tzw. Sfera Dagona. Charakter Glory można określić jako rozkapryszona, władcza, ale jednocześnie trochę zagubiona i bardzo zdeterminowana by wrócić do swojego wymiaru. Za wszelką cenę, bo otwarty portal do Piekielnego Wymiaru Glorificus zniszczyłby Ziemię. W Sunnydale poszukiwała Klucza, mistycznej kuli energii zdolnej otworzyć portal, którą mnisi umieścili w ciele fałszywej siostry pogromczyni. Za Glory podążają też Rycerze Bizancjum, którzy poza pokonaniem samej Bogini, chcą też zniszczyć Klucz – czyli zabić siostrę pogromczyni. W ostatecznej walce Glory zostaje pokonana – ale nie jest do końca jasne czy ostatecznie, bo mimo iż ponownie przemienia się w Bena, to Giles zabija chłopaka.

## Ben
Jest alter ego Glory, i prawdopodobnie przez większość czasu jest po prostu Benem. Nie jest zły, ale Glory i jej słudzy starają się go przeciągnąć na swoją stronę, by pomógł im odnaleźć Klucz. Poniekąd mimowolnie Ben im to ułatwia, zawierając znajomość z Buffy, a później na jej prośbę udając się do kryjówki Scooby Gangu na starej stacji benzynowej, wezwany do pomocy rannemu Gilesowi. Tam zmienia się w Glory i ucieka wraz z Dawn już jako Glory. Ben chciał wcześniej zabić dziewczynkę ale nie starczyło mu odwagi by to zrobić. Mimo to próbował jej pomóc w ucieczce. Im bliżej otwarcia portalu tym charaktery Glory i Bena coraz bardziej się przenikały. Ben był prawdopodobnie stażystą w miejscowym szpitalu. Mieszkał w malutkim pokoiku w apartamencie Glory.

## Aktorzy
Glory grana była przez Claire Kramer, zaś Ben przez Charliego Webera.